# Балкански рози
„Балкански рози“ е планинска хижа в Стара планина, която се намира в Националния парк „Централен Балкан“. Разположена е на 1156 метра надморска височина и предлага 30 спални места. Намира се на границата между Троянската и Калоферската планина. Построена е като хижа на Червения кръст през 1933 г.,  през 1960 г. е построена втора сграда, която се ползва като хижа, а първата е изоставена.

## Съседни обекти
- хижа „Амбарица“ – 5 часа
- хижа „Хубавец“ – 1 час
- хижа „Васил Левски“ – 1 час
- хижа „Рай“ – 5 часа
- хижа „Добрила“ – 5 часа
- хижа „Плевен“ – 6 часа
- връх „Ботев“ – 6 часа
- заслон „Ботев“ – 5 часа

## Изходни точки
- град Карлово – 3 часа